# 協和日本ホールディングス

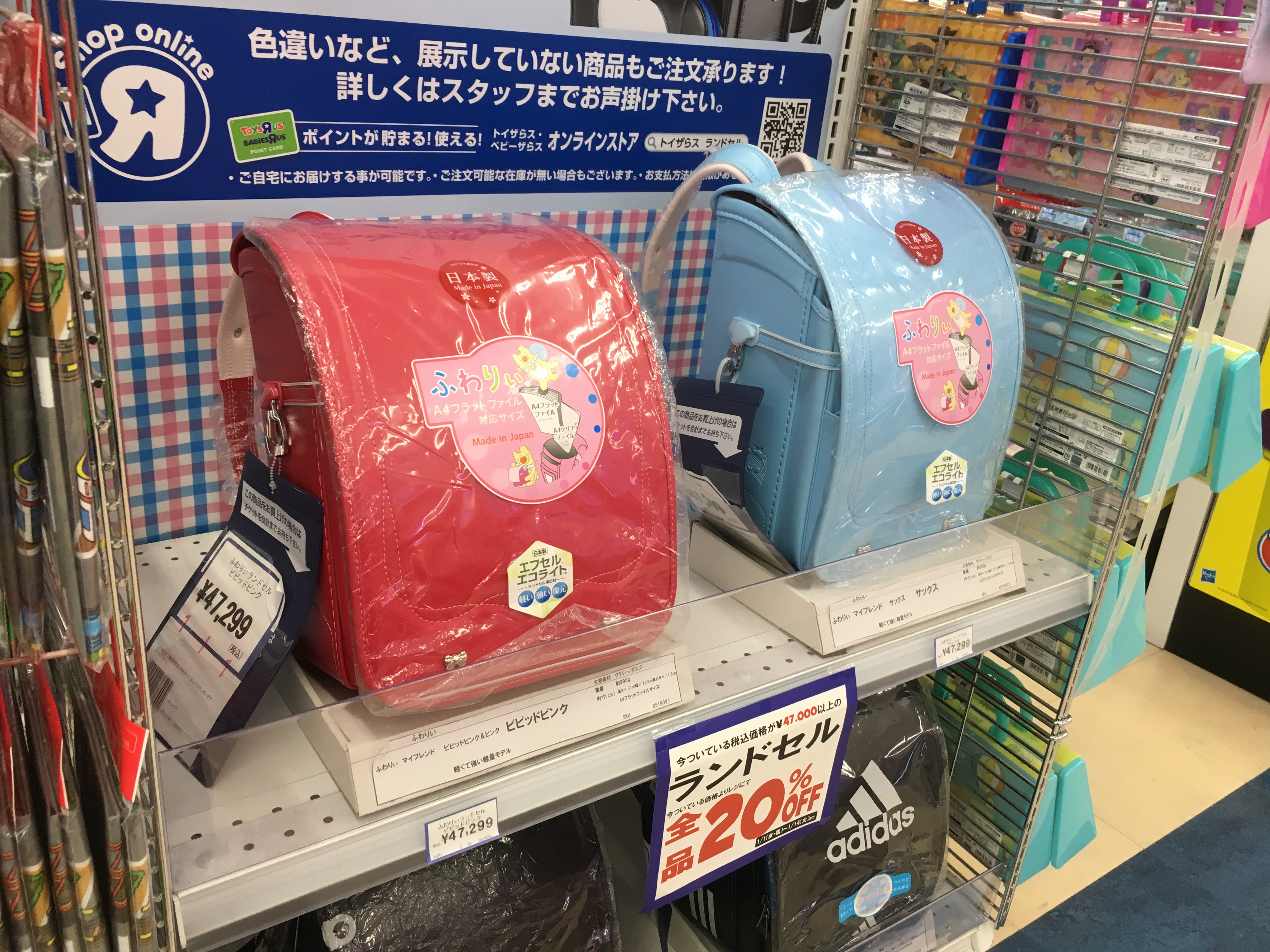
ふわりぃランドセル

株式会社協和日本ホールディングス（きょうわにほんホールディングス）は、東京都千代田区東神田にある企業。子会社として鞄、ランドセルメーカーの株式会社協和、小売店運営の株式会社協和バッグを有する。

## 概要
東京都千代田区東神田2丁目10番16号に本拠を置く。子会社の協和、協和バッグも所在地は同じである。協和は日本かばん協会の会員である。
協和のランドセル「ふわりぃ」は業界2位のシェアを有しており、フランス帰りの現代表取締役である若松秀夫が立ち上げたスーツケースブランド「HIDEO WAKAMATSU」は年商30億円規模へと成長した。
1948年5月、東京・浅草の鳥越で創業。1951年5月に協和縫製工業株式会社を設立し、1969年8月、墨田工場（東京都墨田区）を新設した。創業時から鞄の製造を手がけていた同社のランドセルは、このとき業界トップの生産量となった。1967年にはクラレの人工皮革「クラリーノ」を他社に先駆けて導入している。
1974年4月、株式会社協和に改称。同時に墨田工場を閉鎖し、生産部門を千葉県東葛飾郡関宿町（現：野田市）の千葉工場へと新設移転した。その後、工場敷地拡大、倉庫・配送センターの設置、拡充が行われ、2001年11月に千葉第2工場が完成した。
関連会社として1959年5月に製品の卸売、小売のための株式会社協和バックを、1972年4月に不動産の管理のための株式会社協和バック不動産部を設立した。協和バック不動産部は2013年7月に現社名の株式会社協和日本ホールディングスへと改称し、持株会社として協和と協和バッグの2社を子会社とする現在の体制となった。
労働環境の改善に力を入れており、2013年に『日本でいちばん大切にしたい会社大賞』審査員特別賞を受賞した。

## 製品・ブランド
- ふわりぃランドセル
- HIDEO WAKAMATSU
- HeM

## 事業所
- 株式会社協和日本ホールディングス
  - 所在地：〒101-0031 東京都千代田区東神田2-10-16
- 株式会社協和
  - 所在地：〒101-0031 東京都千代田区東神田2-10-16
  - 千葉工場、物流センター：〒270-0213 千葉県野田市桐ヶ作512
- 株式会社協和バッグ
  - 所在地：〒101-0031 東京都千代田区東神田2-10-16
  - 店舗数：日本国内に45店舗（2019年5月現在)

## 提供番組など
『トランスフォーマーアニメイテッド』、『超ロボット生命体 トランスフォーマー プライム』をはじめとするテレビ東京のアニメ番組などの提供に参加してきた。なお、スポットCM枠は現在も放送されている。